# Mimegralla korinchiensis
Mimegralla korinchiensis är en tvåvingeart som först beskrevs av Edwards 1919.  Mimegralla korinchiensis ingår i släktet Mimegralla och familjen skridflugor. Inga underarter finns listade i Catalogue of Life.